# Bibelkritik
För vetenskaplig analys av Bibeln som historiskt dokument, se Bibelforskning och Textkritisk bibelforskning.
Bibelkritik är kritik av gamla testamentets såväl som nya testamentets kanoniska böcker som etisk vägledning eller historisk källa. Ursprungligen är termen en benämning på textkritisk bibelforskning, men har med tiden fått pejorativ karaktär  på denna och de teologiska slutsatser som dragits därur, i betydelsen "angrepp på Bibeln". Motsatsen är bibeltrohet. 
Uppfattningen att Bibeln berättar om vår världs fysiska verklighet är en produkt av den moderna tiden som växte fram med början i tidigmodern tid, direkt följande på medeltiden. Därefter kom denna uppfattning att ifrågasättas, som en följd av rationalismen på 1600- och 1700-talen, där Voltaire (1694-1778) var en tidig men bibeltroende skeptiker. Härifrån har växt fram såväl liberalteologi som agnosticism, ateism och religionskritik i stort, som motreaktionen kristen fundamentalism med sin uppfattning om Bibelns bokstavliga sanningar.

## Kritik av bibelforskning
Inom de kretsar som använder sig av termen bibelkritik, främst bibeltrogna, mer eller mindre utpräglat fundamentalistiskt kristna) kretsar, och i ortodox judendom talar man sällan om de bibliska texternas självmotsägelser. Man accepterar sällan att vissa historiska uppgifter i Bibeln skulle motsägas av forskning, att texterna kanske inte är ämnade att i första hand vara historiska, eller att Bibelns böcker skulle vara författade av andra än de författare traditionen anger, såsom att de fem Moseböckerna är författade av Mose. Man anser att grundtextens betydelse har bevarats väl, med hänvisning till att ingen större religiös stridsfråga grundar sig i de skillnader som finns mellan olika tidiga handskrifter och översättningar.
Kristna fundamentalister menar att även om de böcker som skulle ingå i Bibeln formellt inte beslutades förrän på ett kyrkomöte på 300-talet så hade en tradition tidigt etablerats om vilka böcker som skulle kanoniseras som helig skrift. Man anser att texten med undantag för vissa symboliskt menade passager ger en historiskt korrekt bild av faktiska händelser och är användbar som primär källa till moralisk vägledning. Man säger att det är mycket man inte förstår, i synnerhet av gamla testamentets gudsbild, och menar att gamla testamentets lagar bara delvis är giltiga eftersom vi lever i nya förbundets tid, men man vill ändå inte ta avstånd från gamla testamentet. Man ser inget behov av dynamisk tolkning utifrån vad som har influerats av de normer som rådde när texten skrevs.

## Bibelforskningens resultat
I likhet med många andra antika texter finns de bibliska texterna i flera olika handskrifter, och någon originaltext finns inte bevarade. Bibelforskningen har visat att avskrifter ofta innehåller felskrivningar och felöversättningar[källa behövs] varför texten i viss mån förändrats över tid. Det antas också[källa behövs] att till exempel evangelierna har föregåtts av en muntlig tradering innan de blev nedtecknade, och man försöker då avgöra vilka av de uttalanden som tillskrivs Jesus som kan vara autentiska; se Jesu historicitet.